# Улица Академика Завойского (Казань)
Улица Акаде́мика Заво́йского (тат. Академик Завойский урамы) — улица в Казани, являющаяся границей между двумя административными районами города — Приволжским и Советским. По ней также проходит граница между двумя крупными жилыми районами Казани — Горки и Азино.

## Название
Улица названа в 1984 году в честь Евгения Константиновича Завойского (1907—1976) — основателя казанской научной школы физиков, открывшего электронный парамагнитный резонанс, академика АН СССР (1964), Героя Социалистического Труда (1969).
Название улицы официально утверждено постановлением Совета Министров Татарской АССР от 29 февраля 1984 года № 115 и решением Казанского горисполкома от 11 сентября 1984 года № 329р.

## Территориальное расположение
Улица Академика Завойского расположена в юго-восточной части Казани. Она начинается от проспекта Победы и идёт на восток, пересекая улицы Юлиуса Фучика, Комиссара Габишева, и заканчивается у северной границы посёлка Восточный. Западная часть улицы Академика Завойского (между проспектом Победы и улицей Комиссара Габишева) является важной транспортной артерией местного значения, по ней проходит северная граница 10-го и 11-го микрорайонов Горок, а также южная граница жилого района Азино (Азино—2). 
Общая длина улицы Академика Завойского составляет более 1,9 км.

## История
Улица Академика Завойского возникла в начале 1980-х годов в процессе застройки её южной стороны жилыми домами 10-го и 11-го микрорайонов Горок (участок между проспектом Победы и улицей Комиссара Габишева). Здесь в 1980—1983 годах было возведено несколько девятиэтажных панельных домов, находящихся на определённом удалении (50 — 100 метров) от проезжей части. 
В 2015—2017 годах на углу улиц Академика Завойского и Комиссара Габишева строительной компанией «Зилантова Гора» возведён 20-этажный жилой комплекс «Дом волшебника» (ул. Комиссара Габишева, 45).
С северной стороны улицы Академика Завойского, на участке между проспектом Победы и улицей Юлиуса Фучика, в советское время были построены водозабор «Танкодром» и одноимённый водопроводный узел (именно такое название закрепилось за ними официально, несмотря на то, что сам микрорайон Танкодром находится от этого места на расстоянии не менее 2 км по прямой).

Водозабор «Танкодром»
Расположен в восточной части города в Советском районе и занимает площадь 26,31 га между улицами Чишмяле, Завойского, Юлиуса Фучика и проспектом Победы. Территория водозабора, на которой относительно равномерно располагаются 11 скважин, 2 резервуара ёмкостью по 20 000 м³ каждый, насосная станция 2-го подъёма, огорожена глухим железобетонным забором.
Скважинами каптирован водоносный неоген-четвертичный терригенный комплекс, представленный мелкозернистыми и среднезернистыми песками.
Водоприёмная часть скважин оборудована сетчатыми фильтрами, которые располагаются в интервалах от 83 до 125 м. Длина рабочей части фильтров — от 5 до 20 м. Скважины оборудованы насосами.
Уровень подземных вод до начала эксплуатации располагался на абсолютной отметке 61 м.
В настоящее время скважины оборудованы средствами измерения уровня воды и приборами учёта отбираемой воды. С января 2010 года до настоящего времени 11 скважин водозабора не эксплуатируются (в резерве). На площадке водозабора расположен водопроводный узел «Танкодром»… 
Водопроводный узел «Танкодром»
Площадка водопроводного узла расположена на территории водозабора «Танкодром», в границах проспекта Победы и улиц Академика Завойского, Юлиуса Фучика, Чишмяле.
Состав сооружений:
- насосная станция;
- два резервуара ёмкостью по 20 000 м³ каждый.

На насосной станции установлены четыре насоса (1 рабочий, 3 резервных).
В резервуары водопроводного узла вода поступает от Южного водопроводного узла по водоводу диаметром 800 мм, от Северо-Восточного водопроводного узла — по водоводу диаметром 1 000 мм, а также из скважин водозабора «Танкодром».

Из резервуаров вода подаётся через насосную станцию в сети жилых комплексов Горки—2 и Азино—2.— Постановление исполнительного комитета г. Казани от 10 декабря 2015 года № 4345
- Улица Академика Завойского: вид со стороны проспекта Победы
- Жилые дома 11-го микрорайона Горок по улице Академика Завойского
- Перекрёсток улиц Академика Завойского и Юлиуса Фучика
- Здание на углу улиц Академика Завойского и Юлиуса Фучика
- Девятиэтажные дома микрорайона Азино—2 по улице Академика Завойского

В постсоветский период стал застраиваться квартал с северной стороны улицы Академика Завойского на участке между улицами Юлиуса Фучика и Комиссара Габишева (Азино—2). Здесь в 1998—2012 годах были построены несколько девятиэтажных панельных и десятиэтажных кирпичных жилых домов, в том числе дома, строившиеся на условиях долевого строительства компанией ЗАО «Защита», которая, обанкротившись, спровоцировала появление большого количества обманутых дольщиков.
В 2013—2014 годах началась застройка восточной части улицы Академика Завойского на участке от улицы Комиссара Габишева до улицы Чиале в посёлке Восточный. Здесь в эти годы были построены два кирпичных десятиэтажных жилых дома (ул. Академика Завойского, 21 и 25), а в 2017—2021 годах — три 21-этажных корпуса жилого комплекса «Малиновка» (ул. Академика Завойского, 21Б корп.1 и 2, 23).  
Рядом с этим жилым комплексом расположено здание многоуровневого паркинга, на фасадной стене которого изображён самый длинный в Казани мурал (183 метра). Он появился в июле 2020 года по инициативе строительной компании «СМУ-88», являющейся застройщиком жилого комплекса «Малиновка». Мурал под названием «Я могу дышать» посвящён теме космоса, его автором является художник Рустам Кубик (QBic). 
Западная часть улицы Академика Завойского (от проспекта Победы до улицы Комиссара Габишева) имеет на проезжей части разделительную полосу, напоминая магистраль, в то время как восточная часть представляет собой второстепенную дорогу.
| Многоэтажная жилая застройка с адресацией по улице Академика Завойского | Многоэтажная жилая застройка с адресацией по улице Академика Завойского | Многоэтажная жилая застройка с адресацией по улице Академика Завойского | Многоэтажная жилая застройка с адресацией по улице Академика Завойского |
| Номер дома                                                              | Принадлежность к микрорайону (жилому комплексу)                         | Год завершения строительства                                            | Количество этажей                                                       |
| ----------------------------------------------------------------------- | ----------------------------------------------------------------------- | ----------------------------------------------------------------------- | ----------------------------------------------------------------------- |
| 2                                                                       | Горки—2, микрорайон 11                                                  | 1980                                                                    | 9                                                                       |
| 3                                                                       | Азино—2                                                                 | 1998                                                                    | 9                                                                       |
| 4                                                                       | Горки—2, микрорайон 11                                                  | 2011                                                                    | 16                                                                      |
| 5                                                                       | Азино—2                                                                 | 1997                                                                    | 9                                                                       |
| 6                                                                       | Горки—2, микрорайон 11                                                  | 2011                                                                    | 16                                                                      |
| 7                                                                       | Азино—2                                                                 | 2001                                                                    | 9                                                                       |
| 8                                                                       | Горки—2, микрорайон 11                                                  | 1982                                                                    | 9                                                                       |
| 11                                                                      | Азино—2                                                                 | 2005                                                                    | 10                                                                      |
| 11А                                                                     | Азино—2                                                                 | 2014                                                                    | 9                                                                       |
| 12                                                                      | Горки—2, микрорайон 11                                                  | 1981                                                                    | 9                                                                       |
| 13                                                                      | Азино—2                                                                 | —                                                                       | 10                                                                      |
| 14/74                                                                   | Горки—2, микрорайон 10                                                  | 1981                                                                    | 9                                                                       |
| 15                                                                      | Азино—2                                                                 | —                                                                       | 10                                                                      |
| 16                                                                      | Горки—2, микрорайон 10                                                  | 1981                                                                    | 9                                                                       |
| 17                                                                      | Азино—2                                                                 | 2012                                                                    | 10                                                                      |
| 17А                                                                     | Азино—2                                                                 | 2012                                                                    | 10                                                                      |
| 18                                                                      | Горки—2, микрорайон 10                                                  | 1981                                                                    | 9                                                                       |
| 20                                                                      | Горки—2, микрорайон 10                                                  | 1982                                                                    | 9                                                                       |
| 21                                                                      | —                                                                       | 2013                                                                    | 10                                                                      |
| 21Б корп. 1                                                             | Жилой комплекс «Малиновка»                                              | 2021                                                                    | 21                                                                      |
| 21Б корп. 2                                                             | Жилой комплекс «Малиновка»                                              | 2021                                                                    | 21                                                                      |
| 22                                                                      | Горки—2, микрорайон 10                                                  | 1982                                                                    | 9                                                                       |
| 22А                                                                     | Горки—2, микрорайон 10                                                  | 1982                                                                    | 9                                                                       |
| 23                                                                      | Жилой комплекс «Малиновка»                                              | 2019                                                                    | 21                                                                      |
| 25                                                                      | —                                                                       | 2014                                                                    | 10                                                                      |

## Транспорт
Городской общественный транспорт использует только один участок улицы Академика Завойского — от улицы Юлиуса Фучика до улицы Комиссара Габишева. Здесь ходят автобусы 46 маршрута.

## Объекты, расположенные на улице
На улице Академика Завойского расположены следующие значимые объекты (перечислены в направлении с запада на восток):
- Водозабор «Танкодром» и водопроводный узел «Танкодром»;
- Жилой комплекс «Дом волшебника» (ул. Комиссара Габишева, 45);
- Жилой комплекс «Малиновка» (ул. Академика Завойского, 21Б корп.1 и 2, 23);
- Мурал под названием «Я могу дышать» — самый большой в Казани (ул. Академика Завойского, 21А).

- Улица Академика Завойского: вид со стороны улицы Юлиуса Фучика
- Жилой комплекс «Дом волшебника»
- Восточный участок улицы Академика Завойского
- Жилой комплекс «Малиновка»
- Фрагмент самого большого мурала в Казани